# Pediatric Glasgow Coma Scale
Die Pädiatrische Glasgow-Koma-Skala oder Pediatric Glasgow Coma Scale (PGCS) ist eine einfache Skala zur Abschätzung einer Bewusstseinsstörung. Sie wurde analog zur Glasgow-Koma-Skala speziell für Kinder weiterentwickelt. Dieses am weitesten verbreitete Bewertungsschema zur Beschreibung der Bewusstseinslage wurde in Glasgow, Schottland entwickelt. Es gibt drei Rubriken, für die jeweils Punkte vergeben werden:
- Augenöffnung
- Beste sprachliche Antwort auf Ansprache
- Beste motorische (Bewegungs-)Reaktion

Die Verwendung der Glasgow-Koma-Skala ist bei Kindern unter einem Alter von 36 Monaten wegen der fehlenden verbalen Kommunikationsfähigkeit nur beschränkt möglich. Deshalb wurde für jüngere Kinder diese modifizierte Skala entwickelt.
Die maximale Punktzahl ist 15, die minimale 3 Punkte. Die Glasgow-Koma-Skala findet zum Beispiel bei der Einschätzung der Schwere eines Schädel-Hirn-Traumas, aber auch allgemein in der Neurologie Verwendung.

## Glasgow-Koma-Skala für Kinder
| Punkte   | Augen öffnen    | Beste verbale Kommunikation        | Beste motorische Reaktion            |
| -------- | --------------- | ---------------------------------- | ------------------------------------ |
| 6 Punkte | —               | —                                  | Spontane Bewegungen                  |
| 5 Punkte | —               | Plappern, Brabbeln                 | auf Schmerzreiz, gezielt             |
| 4 Punkte | spontan         | Schreien, aber tröstbar            | auf Schmerzreiz, normale Beugeabwehr |
| 3 Punkte | auf Schreien    | Schreien, untröstbar               | auf Schmerzreiz, abnorme Abwehr      |
| 2 Punkte | auf Schmerzreiz | Stöhnen oder unverständliche Laute | auf Schmerzreiz, Strecksynergismen   |
| 1 Punkt  | keine Reaktion  | keine verbale Reaktion             | keine Reaktion auf Schmerzreiz       |